# جاسپر، آلبرتا

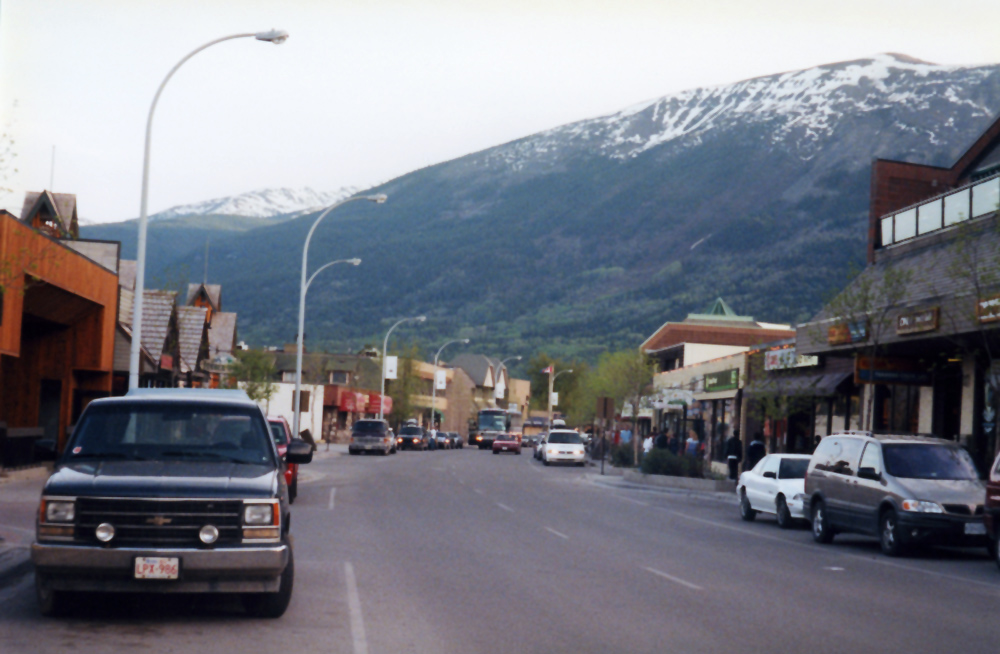
نمایی از شهر توریستی جاسپر

جاسپر یا جَسپِر (به انگلیسی: Jasper) نام شهری توریستی در پارک ملی جاسپر در ایالت آلبرتا، کانادا است. شهر جاسپر در ۳۶۲ کیلومتری غرب ادمونتون، نزدیک به مرزهای استان بریتیش کلمبیا و در میان رشته‌کوه راکی واقع شده است.
این شهر یکی از مقاصد محبوب گردشگری به دلیل مناظر طبیعی زیبا و تنوع حیات وحش است. این منطقه به خصوص در تابستان میزبان تعداد انبوهی از گردشگران است.
در ماه ژوئیه ۲۰۲۴، این منطقه با فاجعه‌ای بزرگ مواجه شد. آتش‌سوزی جنگلی که به عنوان «بزرگ‌ترین آتش‌سوزی در منطقه در یک قرن اخیر» شناخته می‌شود، بسیاری از مناطق جنگلی و حدود یک سوم ساختمان‌های شهر جاسپر را به خاکستر تبدیل کرد.